# Deutschnationale Volkspartei
Partidul Național Popular German (în germană Deutschnationale Volkspartei, DNVP) a fost un partid politic național-conservator și monarhist din Germania în timpul Republicii de la Weimar. Înainte de ascensiunea Partidului Nazist, acesta era principalul partid naționalist din Republica de la Weimar. A fost o alianță de conservatori, naționaliști, monarhiști, și elemente antisemite susținute de Liga Pangermană. Până în 1931, partidul a pledat și până în 1931 pentru liberalismul național, politicile economice naționale liberale și politicile economice protecționiste, folosind politici economice corporativiste din 1931 încoace. A avut opinii anticomuniste, anti-catolice, și antisemite. Pe spectrul politic stânga-dreapta, a aparținut pe dreapta. A fost, de asemenea, descris ca proto-fascist. 
S-a format la sfârșitul anului 1918, după Primul Război Mondial și Revoluția Germană din 1918-1919, care a răsturnat Imperiul German și monarhia. Acesta a combinat cea mai mare parte a Partidului Conservator German, a Partidului Liber Conservator și a Partidului Patriei Germane, cu elemente de dreapta ale Partidului Național Liberal. Partidul a respins cu fermitate Constituția republicană de la Weimar din 1919 și Tratatul de la Versailles, pe care le-a considerat o rușine națională, semnată de trădători. În schimb, partidul urmărea restaurarea monarhiei, abrogarea tratatului de pace dictat și recâștigarea tuturor teritoriilor și coloniilor pierdute.
La mijlocul anilor 1920, DNVP și-a menținut un profil mai moderat, acceptând instituțiile republicane în practică, în timp ce tot a cerut revenirea la monarhie în manifestul său și participând la guvernele de coaliție de centru-dreapta la nivel federal și de stat. Și-a lărgit baza de vot - câștigând până la 20,5% la alegerile federale germane din decembrie 1924 - și a susținut alegerea lui Paul von Hindenburg ca președinte al Germaniei (Reichspräsident) în 1925. Sub conducerea lui Alfred Hugenberg în 1928, partidul s-a mutat la extrema-dreapta și și-a revendicat retorica naționalistă și anti-republicană reacționară și și-a schimbat strategia la mobilizare, plebiscite și sprijinire a guvernării autoritare de către președinte în loc să lucreze prin mijloace parlamentare. În același timp, a pierdut multe voturi în fața partidului nazist în ascensiune al lui Adolf Hitler. Mai mulți naziști proeminenți și-au început cariera în DNVP.
După 1929, DNVP a cooperat cu naziștii, unindu-și forțele în Frontul Harzburg din 1931, formând guverne de coaliție în unele state și susținând în cele din urmă numirea lui Hitler ca cancelar al Germaniei (Reichskanzler) în ianuarie 1933. Inițial, DNVP a avut un număr de miniștri în guvernul lui Hitler, dar partidul și-a pierdut rapid influența și în cele din urmă s-a dizolvat în iunie 1933, făcând loc dictaturii unipartid a naziștilor, majoritatea foștilor săi membri aderându-se la Partidul Nazist. Naziștii le-au permis foștilor membri DNVP în Reichstag, serviciul public și poliție să-și continue slujbele și au lăsat restul membrilor partidului în general în pace. În timpul celui de-al Doilea Război Mondial, câțiva foști membri proeminenți ai DNVP, cum ar fi Carl Friedrich Goerdeler, au fost implicați în rezistența germană la nazism și au luat parte la complotul din 20 iulie pentru asasinarea lui Hitler în 1944.